# 石垣佑磨
石垣 佑磨（いしがき ゆうま、1982年8月28日 - ）は、日本の俳優、タレントである。
岐阜県生まれ、東京都練馬区で育つ。ホリプロ所属。妻は元テレビ長崎アナウンサーでタレントの森真奈美。

## 略歴
練馬区立光が丘第二中学校、法政大学第一高等学校（現：法政大学高等学校）卒業。
2000年、ホリプロ「21世紀ムービースターオーディション」で準グランプリを受賞し、芸能界デビュー。

## 人物
特技はテコンドー・ピアノ・アーティスティックスイミング。肉体美には自信があるようで、同世代の俳優には誰にも負けないと自負する。好きなアーティストは倉木麻衣。
亀が好きである。上戸彩は地元の後輩で、家族ぐるみの付き合いをしている。
家族は母、弟は元ジャニーズJr.の石垣大祐。岐阜には母の実家があり祖母が暮らしているため、お盆や正月など年に何度か帰省している。
2008年11月15日、新宿区歌舞伎町の居酒屋で店員と口論となり殴った上、通報で駆け付けた警察官を蹴ったとして暴行罪と公務執行妨害罪で逮捕された。その後、店員との示談が成立し、反省していることを考慮され、起訴猶予処分となった。レギュラー番組を降板し、4ヶ月間芸能活動を自粛していたが、その間に実の父が心不全のため急死していたことも明らかとなった。
自身が過去に『宇宙刑事ギャバン』を演じている経験もあり、特撮映画・ドラマへの想い入れが強い。
特に「ゴジラ」をはじめとした怪獣をこよなく愛しており、熱心なフィギュアコレクターでもある。
自身のYouTube「石垣佑磨 ガキちゃん」内では、一戸建てを購入し【ゴジラハウス計画】を行った様子を公開している。

### 私生活
2022年8月28日、自身の40歳の誕生日に、元テレビ長崎アナウンサーでタレントの森真奈美と結婚。2023年2月17日に第1子男児の誕生を発表した。

## 出演

### テレビドラマ
- 伝説の教師 第9話（2000年、日本テレビ） - 沙村浩輝 役
- R-17（2001年、テレビ朝日） - 光次 役
- 夏休みのサンタさん（2001年、日本テレビ） - 今市一歩 役
- 続・平成夫婦茶碗 第7話・第8話（2001年、日本テレビ） - コータロー 役
- ごくせん（日本テレビ） - 南陽一 役
  - ごくせん 第1シリーズ（2002年）
  - ごくせん 3年D組卒業スペシャル（2003年）
- WATER BOYS（2003年、フジテレビ） - 高原剛 役
- ヤンキー母校に帰る（2003年、TBS） - 嶋田哲希 役
- 女と男と物語II となりの姉ちゃん（2003年、ABC・関西ローカル）
- 乱歩R 第4話（2004年、よみうりテレビ）
- エースをねらえ!（2004年、テレビ朝日） - 尾崎勇 役
- 世にも奇妙な物語（フジテレビ）
  - あけてくれ（2004年）
  - 世にも奇妙な物語 21世紀 21年目の特別編「PETS」（2011年5月14日） - クロ 役
- ほんとにあった怖い話 潮騒の夢（2004年、フジテレビ）
- H2〜君といた日々（2005年、TBS） - 木根竜太郎役
- ホーリーランド（2005年、テレビ東京） - 神代ユウ 役 主演
- エンジン（2005年、フジテレビ） - 伊吹テツヤ 役
- ゆくな!龍馬（2005年、フジテレビ） - 坂本龍馬 役 主演
- 天下騒乱〜徳川三代の陰謀（2006年、テレビ東京） - 河合又五郎 役
- 夜王 〜YAOH〜（2006年、TBS） - 夏輝 役
- スペシャルドラマ 恋愛小説 十八の夏（2006年、TBS） - 三浦信也 役
- 下北サンデーズ（2006年、テレビ朝日） - 八神誠一 役
- 浅草ふくまる旅館（TBS） - 福丸良夫 役
  - 浅草ふくまる旅館 パート1（2007年）
  - 浅草ふくまる旅館 パート2（2007年）
- 三日遅れのハッピーニューイヤー!（2007年、TBS） - 森本公司 役
- 夏雲あがれ（2007年、NHK） - 筧新吾 役
- 花ざかりの君たちへ〜イケメン♂パラダイス〜（2007年、フジテレビ） - 天王寺恵 役
- 文芸社ドラマスペシャル・長男の結婚（2008年2月3日、テレビ朝日） - 有沢元春 役
- 和田アキ子物語（2008年6月20日、フジテレビ） - ユウヤ 役
- ロト6で3億2千万円当てた男（2008年、テレビ朝日） - 佐竹秀一 役
- 柳生一族の陰謀（2008年9月28日、テレビ朝日） - 徳川忠長 役
- 月曜ゴールデン
  - 刑事シュート しゅうと&ムコの事件日誌シリーズ（2008年〜、TBS） - 千本木久 役
    - 刑事シュート しゅうと&ムコの事件日誌 （2008年10月20日）
    - 刑事シュート しゅうと&ムコの事件日誌2（2010年3月15日）
    - 刑事シュート しゅうと&ムコの事件日誌3（2011年7月25日）
    - 刑事シュート しゅうと&ムコの事件日誌4（2013年4月1日）
    - 刑事シュート しゅうと&ムコの事件日誌5（2015年3月2日）

  - 芸者弁護士 藤波清香（2014年6月23日、TBS） - 冬木多喜男 役
- LOVE GAME 第8話（2009年6月11日、日本テレビ） - 尾崎秀勝 役
- BOSS CASE10・11（2009年6月18日・6月25日、フジテレビ） - 池上健吾 役
- 経済ドキュメンタリードラマ ルビコンの決断（2010年5月6日、テレビ東京）
- 女帝 薫子 第六夜（2010年5月30日、テレビ朝日） - 宮沢潤役
- 桂ちづる診察日録 第2-第3話（2010年9月11・18日、NHK） - 弥次郎 役
- 忠臣蔵〜その男、大石内蔵助（2010年12月25日、テレビ朝日） - 岡野金右衛門 役
- 戦国疾風伝 二人の軍師 秀吉に天下を獲らせた男たち（2011年1月2日、テレビ東京） - 竹中久作 役
- 悪党〜重犯罪捜査班 第5話（2011年2月25日、朝日放送） - 大垣友和 役
- ドン★キホーテ 第1話（2011年7月9日、日本テレビ） - 見崎浩一 役
- 金曜スーパープライム ミエルオンナ月子〜真夏の夜のコワーイ話〜 CASE1「水色のクレヨン」（2011年8月26日、日本テレビ） - 矢田浩介 役
- アンフェア（ダブル・ミーニング）シリーズ（関西テレビ） - 岩崎良太 役
  - アンフェア the special〜ダブル・ミーニング 二重定義〜（2011年9月23日）
  - ダブル・ミーニング Yes or No?（2013年3月1日）
- 科捜研の女（テレビ朝日）
  - 第11シリーズ 第8話（2011年12月8日） - 高松史生 役
  - SEASON 19 第12話「赤い宝石」（2019年8月8日） - 諸星大地 役
- 新・ミナミの帝王3（2012年1月7日、関西テレビ） - 鏑木拓也 役
- 相棒 season10 第16話（2012年2月15日、テレビ朝日） - 国原貴弘 役
- BS時代劇 薄桜記（2012年7月 - 9月、NHK BSプレミアム） - 瀬川三之丞  役
- スーパー戦隊シリーズ
  - 特命戦隊ゴーバスターズ Mission31・32（2012年9月23日・30日、テレビ朝日） - 十文字撃 / 宇宙刑事ギャバン 役
  - 宇宙戦隊キュウレンジャー 第18話（2017年6月11日、テレビ朝日） - 十文字撃 / ギャバンtypeG 役[12]
- てふてふ荘へようこそ 第4・5話（2012年11月17日・24日、NHK BSプレミアム） - 槇裕太郎 役
- 土曜ワイド劇場（テレビ朝日）
  - 西村京太郎トラベルミステリー59（2013年1月5日） - 宮本孝 役
  - 法医学教室の事件ファイル39（2014年10月18日） - 友部信也 役
  - 京都美食タクシー殺人レシピ（2015年6月13日） - 佐々山清彦 役
- 土曜プライム・土曜ワイド劇場
  - 事件17（2016年6月4日） - 鈴村拓也 役
- 救命病棟24時 第5シリーズ 第5話（2013年8月6日、フジテレビ） - 添田誠 役
- 潔子爛漫〜きよこらんまん〜（2013年9月 - 10月、東海テレビ） - 有馬蒼太 役
- 水曜ミステリー9（テレビ東京）
  - 介護ヘルパー紫雨子の事件簿2・過去を捨てた男（2013年9月4日） - 菅沼高志 役
  - 信州山岳刑事 道原伝吉4（2015年10月28日） - 根岸左知男 役
- ホワイト・ラボ〜警視庁特別科学捜査班〜 第3話（2014年4月28日、TBS） - 磯部 役
- マルホの女〜保険犯罪調査員〜 第4話（2014年5月9日、テレビ東京） - 光岡新二 役
- トクボウ 警察庁特殊防犯課 第11話（2014年6月12日、読売テレビ） - 西崎良介 役
- ST 赤と白の捜査ファイル 第3話（2014年7月30日、日本テレビ） - 内藤茂太 役
- そこをなんとか2 第2話（2014年8月10日、NHK BSプレミアム） - 坂上雄介 役
- ドラマスペシャル 遺留捜査（2014年10月19日、テレビ朝日） - 永田大地 役
- BS時代劇 子連れ信兵衛 第5話（2015年12月11日、NHK BSプレミアム） - 銀次 役
- ひぐらしのなく頃に（2016年5月 - 6月、BSスカパー!） - 富竹ジロウ 役
- 金曜プレミアム 外科医 鳩村周五郎14（2016年6月24日、フジテレビ） - 石清水哲正 役
- サヨナラ、えなりくん 第1話（2017年5月1日、テレビ朝日） - 下野倉保 役
- 月曜名作劇場 「信濃のコロンボ5」（2017年11月20日、TBS） - 中嶋英俊 役
- 赤ひげ 第7話（2017年、NHK BSプレミアム） - 松次郎 役
- 爆報! THE フライデー 再現ドラマ「三菱銀行人質事件」（2018年3月23日、TBS） - 梅川昭美 役
- トレース〜科捜研の男〜 第5話（2019年2月4日、フジテレビ） - 神崎徹 役
- スローな武士にしてくれ〜京都 撮影所ラプソディー〜（2019年3月23日、NHK BSプレミアム） - 沖田総司 役
- 24 JAPAN 第2話（2020年10月16日、テレビ朝日） - CTU第3支部捜査員・三上徹 役
- 月曜プレミア8 横山秀夫サスペンス「モノクロームの反転」（2020年11月9日、テレビ東京） - 持田栄治 役
- 特捜9 season5　第3話（2022年04月20日、テレビ朝日） - 獅子堂伊吹　役
- 元彼の遺言状 第8話（2022年5月30日、フジテレビ） - 西園寺恭介 役[13]
- 夫婦円満レシピ〜交換しない?一晩だけ〜（2022年10月6日 - 12月22日、テレビ東京） - 香坂剛 役[14]
- さすらい署長 風間昭平 スペシャル 富士山河口湖殺人事件（2023年4月24日、テレビ東京） - 宇佐美良一 役[15]

### 映画
- 仮面学園（2000年、監督：小松隆志） - 芦原貢 役
- ラヴァーズ・キス（2003年、監督：及川中） - 鷺沢高尾役
- あずみ（2003年、監督：北村龍平） - ながら 役
- バトル・ロワイアルII 鎮魂歌（2003年、監督：深作健太） - 左海貢 役
- あずみ2 Death or Love（2005年、監督：金子修介） - ながら役
- ブラック・ジャック ふたりの黒い医者（2005年、監督：手塚眞） - ロック 役[16]
- ラブレター 蒼恋歌（2006年、監督：丹野雅仁） - 尾崎良太役
- ごくせん THE MOVIE（2009年、監督：佐藤東弥） - 南陽一 役
- しあわせカモン（2009年、監督：中村大哉） - 松本哲也役
- 十三人の刺客（2010年） - 樋口源内 役
- 忍たま乱太郎（2011年、監督：三池崇史） - 海松土寿烏 役
- ハードロマンチッカー（2011年） - イー・パッキ 役
- 道〜白磁の人〜（2012年、監督：高橋伴明 日韓共同制作） - 浅川伯教役
- 宇宙刑事ギャバン THE MOVIE（2012年、監督：金田治） - 十文字撃 / 宇宙刑事ギャバン 役 主演
  - 仮面ライダー×スーパー戦隊×宇宙刑事 スーパーヒーロー大戦Z（2013年、監督：金田治） - 十文字撃 役 主演
- シン・ゴジラ（2016年、監督：庵野秀明）[17]
- 真田十勇士（2016年、監督：堤幸彦） - 仙九郎役
- チェリーボーイズ（2018年、監督：西海謙一郎） - 中出英雄 役
- 信虎（2021年11月、監督：金子修介） - 武田信直役
- 虎の流儀 〜旅の始まりは尾張 東海死闘編〜（2022年、監督：辻裕之）[18]
- 真龍帝外伝（2022年、監督：市原剛） - 王龍輝 役 主演[19]

### オリジナルビデオ
- メタルヒーローシリーズ
  - 宇宙刑事 NEXT GENERATION（2014年） - 十文字撃 役
    - 宇宙刑事シャリバン NEXT GENERATION
    - 宇宙刑事シャイダー NEXT GENERATION

  - スペース・スクワッド ギャバンVSデカレンジャー（2017年） - 十文字撃 役　主演
  - 宇宙戦隊キュウレンジャーVSスペース・スクワッド（2018年） - 十文字撃 / 宇宙刑事ギャバンG 役[20]
- キングダム 〜首領になった男〜4,5,6（2020年） - 若頭補佐 船木成秀
- 日本統一45、46 尾道 岡村組若頭 松井勝(2021)

### ネットムービー
- ネット版 仮面ライダー×スーパー戦隊×宇宙刑事 スーパーヒーロー大戦乙!〜Heroo!知恵袋〜あなたのお悩み解決します!（2013年） - 宇宙刑事ギャバンの声 役

### バラエティ
- ペット大集合!ポチたま（テレビ東京）
- 世界ウルルン滞在記〜アフリカ・ベナン編（2001年、MBS）
- 最強の男は誰だ!壮絶筋肉バトル!スポーツマンNo.1決定戦XXII（2002年、TBS）
- オールスター感謝祭（TBS）
- あざーっす!（2005年、TBS）
- 月光音楽団（2006年、TBS）
- ジャンクSPORTS（2006年、フジテレビ）
- めちゃ×2イケメンパラダイス学園（2008年春、フジテレビ）
- グータンヌーボ（2009年5月6日、フジテレビ）
- ウンナンのラフな感じで。（2010年、TBS）
- 戦国鍋TV 〜なんとなく歴史が学べる映像〜（#53 2011年4月2日、tvk） - 「戦国武将がよく来るキャバクラ」第25回 仙石秀久役
- 痛快TV スカッとジャパン（2017年、フジテレビ）
- 逃走中〜ハンターと鋼鉄の魔神〜（2020年10月11日、フジテレビ） - 【ドラマパート】馬飼役

### 海外ドラマ（吹き替え）
- IRIS-アイリス-（2010年） - カン・ドチョル 役

### 舞台
- 大江戸ロケット（2001年、松竹座、青山劇場） - 算学の俊平 役
- リーディングドラマ「もしもキミが。」（2009年、TOKYO FMホール） - 優基役
- 紅峠（2010年、池袋シアターグリーン）
- 蘇州夜曲（2011年、紀伊國屋ホール） - 主演・氷村玲司 役
- 池田屋・裏2012（2012年、天王洲 銀河劇場） - 永倉新八 役
- BANANA FISH（2012年、六行会ホール） - ブランカ 役
- 少しはみ出て殴られた（2012年、DDD AOYAMA CROSS THEATER） - アケビ 役
- 真田十勇士（2014年、青山劇場・梅田芸術劇場 / 2016年、新国立劇場中劇場、KAAT神奈川芸術劇場、兵庫県立芸術文化センター KOBELCO 大ホール） - 仙九郎 役
- 龍が如く（2015年4月、赤坂ACTシアター） - 伊達真 役
- 新 罪と罰（2019年4月、東京芸術劇場シアターイースト） - 主演・松田隆 役
- どれミゼラブル!（2019年10月、博品館劇場） - 市河マサチカ 役
- ハリー・ポッターと呪いの子（2023年8月 - 、TBS赤坂ACTシアター） - ロン・ウィーズリー 役
- 舞台「THE MOUSETRAP」（2025年9月19日 - 28日〈予定〉、博品館劇場）[21]

### 書籍
- フォトエッセイ「ガキ」（2004年、ワニブックス） ISBN 978-4847015663

### DVD
- ELEMENTS（2004年、ホリプロ）